# Wakaw Lake
Wakaw Lake är en sjö i Kanada.   Den ligger i provinsen Saskatchewan, i den centrala delen av landet, 2 300 km väster om huvudstaden Ottawa. Wakaw Lake ligger 538 meter över havet.
Trakten runt Wakaw Lake består till största delen av jordbruksmark. Trakten runt Wakaw Lake är nära nog obefolkad, med mindre än två invånare per kvadratkilometer.